# 対戦麻雀ファイナルロマンス4
対戦麻雀ファイナルロマンス4（たいせんまーじゃんふぁいなるろまんす4）は、1998年4月に発売されたアーケード用脱衣麻雀。開発はビデオシステム、発売はビスコ。

## 概要
「ファイナルロマンス」の名を持つ一連の作品の最終作。筐体4台を連結して最大4人まで対人対戦も可能となる（本作で新たに導入）。キャラクターデザインはあかつきごもく、アニメーション監督は渡部圭祐。
プレイヤーは「ミス・ファイナルロマンス」の出場者のスカウトを兼ねて女性たちと麻雀を行う。すべての対戦相手をクリアするとエンディング。プレイヤーは誰か一人を「ミス・ファイナルロマンス」に選ぶと、その対戦相手に応じた個別エンディングが見られる。イカサマアイテムも健在。対戦相手をクリアした時点の持ち点に応じて1点=1ゴールドのレートで「ゴールド」というポイントのようなものが手に入るのでアイテムショップの画面で購入する。
複数人での同時プレイの時は、最大4人でプレイヤー同士の通信対局が可能。4人に満たない時は、空席をCPUが担当する事も可能。

## 登場人物
（出典：）
- 布川ミク（声：西村ちなみ）
  - 「ファイナルロマンス2」では対戦相手として登場していたが、「ファイナルロマンスR」同様アイテムショップの店員として登場し、対戦はできない。
- 大野ユリ（声:長沢美樹）
  - 一人目の対戦相手。漫画家志望の美大生。5月15日生まれの18歳。A型。159センチ、上から83-57-89。趣味は漫画を描くこと。
- やまがみしの（声:矢島晶子）
  - 二人目の対戦相手。闘牌神社の巫女。7月13日生まれの17歳。O型。163センチ、上から92-59-87。趣味は空をながめること。
- 高嶺モモ（声:金丸日向子）
  - 三人目の対戦相手。金持ちの令嬢。3月3日生まれの15歳。B型。141センチ、上から76-51-78。趣味はペンギングッズの収集。
- 蒲公エイミ（声:前田光子）
  - 三人目の対戦相手（三人目は少し変則的）。高嶺家のメイド。モモに2勝すると選手交代、ペンギンの被り物との対戦となる。ペンギンに勝つと中からエイミが現れ、三人目クリアとなる。クリア後、フリー対極で対戦可能になる。
- 芹沢サキ（声:松井菜桜子）
  - 四人目の対戦相手。ハスラー。12月20日生まれの19歳。A型。170センチ、上から86-56-86。趣味はギャンブル。
- 鈴蘭（声:柴田由美子）
  - 五人目の対戦相手。中華料理店のウェイトレス。6月10日生まれの16歳。AB型。152センチ、上から78-54-85。趣味は春蘭と一緒にいること。
- 春蘭（声:岩坪理江）
  - 五人目の対戦相手（変則的）。アイドルタレント。6月10日生まれの16歳。AB型。152センチ、上から84-54-85。趣味は鈴蘭と一緒にいること。四人目をクリアした瞬間、10万ゴールド以上所持していると鈴蘭ではなく春蘭と対戦できる。

## 移植

### セガサターン用
1998年5月21日に『アイドル麻雀 ファイナルロマンス 4』が発売されている（ビデオシステム、T-3003G）。アーケード用で登場した8人に加え、追加キャラクターとして次の5人が登場する。また、いったんクリアすると「フリー対局」が選択できる。アーケード用では対局できなかった蒲公エイミも本作のフリー対局では対戦可能。
- ちんた（声:あかつきごもく）- ペンギン。フリー対局で対戦可能になる。
- 葵トモコ（声:柴田由美子）
- 夕凪スミレ（声:金丸日向子）
- 日向ミキ（声:矢島晶子）
- カナ（声:佐藤智恵）
- 司会者（声:相沢正輝）

### その他
- Windows 98・XP用
  - 2003/12/05『アイドル麻雀ファイナルロマンス4 Wパック』（マイハーベスト、MYH-014）
- Windows 98・Me・2000・XP用
  - 2002/11/29『アイドル麻雀 ファイナルロマンス4 限定版』（マイハーベスト、MYH-0003）
  - 2003/04/04『アイドル麻雀ファイナルロマンス4 ファンディスク』（マイハーベスト、MYH-006）
- Nintendo Switch用
  - 2023/10/26『アイドル麻雀 ファイナルロマンス 4 Remaster』（CITY CONNECTION）
- Windows 10・11用[5]
  - 2023/08/25『アイドル麻雀 ファイナルロマンス2・R・4 Special』（DMM GAMES）
  - 2023/08/25『アイドル麻雀 ファイナルロマンス2・R・4 Special 特装版』（DMM GAMES）

## 関連商品

### 出版
- あかつきごもく「特集!!対戦麻雀ファイナルロマンス4･設定書」『コミックゲーメスト』第5巻第24号、新声社、1997年12月10日、doi:10.11501/1848983。
- あかつきごもく『ROMANCE A:ファイナルロマンス4 設定資料集』ごもく堂、1997年12月28日。
- あかつきごもく『ROMANCE B:メイキング・オブ・ファイナルロマンス4』ごもく堂、1998年8月16日。
- あかつきごもく『ROMANCE C:メイキング・オブ・ファイナルロマンス4・S』ごもく堂、1998年12月30日。
- 山田健一『アイドル麻雀ファイナルロマンス4 ―輝け!!ミス・ファイナルロマンス』ケイエスエス、1997年6月1日。ISBN 4877091386。 - 公式ノベライズ